# لامبرت ماسكارينهاس
لامبرت ماسكارينهاس (بالإنجليزية: Lambert Mascarenhas)‏ هو صحفي وكاتب هندي، (ولد في غوا في الهند 1914 – 2021 م).